# Islas Wauwermans
Las islas Wauwermans es un grupo de islas pequeñas, bajas y cubiertas de nieve que forman el grupo más septentrional del archipiélago Wilhelm, frente a la costa oeste de la península Antártica. Se extienden en dirección este-oeste por 14 kilómetros. Se encuentran al sudoeste del cabo Lancaster en el estrecho de Bismarck y a 5 kilómetros al oeste del cabo Errera de la isla Wiencke.

## Islas del grupo
Listado de islas por orden alfabético:
| - Isla Brown o Pardas - Isla Friar - Isla Guido Spano - Roca Heed - Isla Host - Isla Knight - Isla Lobel | - Isla Manciple - Isla Prioress - Isla Reeve - Isla Sinclair - Isla Tangente o Primer Teniente Prevot - Isla Squire - Isla Wednesday o Articuladas |

## Historia y toponimia
Fueron descubiertas el 9 de febrero de 1898 por la Expedición Antártica Belga, al mando de Adrien de Gerlache de Gomery, quien las denominó en honor al teniente general H. Wauwermans, presidente de la Société Royale Belge de Géographie, quien contribuyó para la expedición. Hubo un desembarco en una de las islas.
Posteriormente fueron cartografiadas por la Tercera Expedición Antártica Francesa de 1903-1905, al mando de Jean-Baptiste Charcot, y por el British Antarctic Survey entre 1956 y 1958.

## Reclamaciones territoriales
Argentina incluye las islas en el departamento Antártida Argentina dentro de la provincia de Tierra del Fuego, Antártida e Islas del Atlántico Sur; para Chile forman parte de la comuna Antártica de la provincia Antártica Chilena dentro de la Región de Magallanes y de la Antártica Chilena; y para el Reino Unido integran el Territorio Antártico Británico. Las tres reclamaciones están sujetas a las disposiciones del Tratado Antártico.
Nomenclatura de los países reclamantes: 
- Argentina: islas Wauwermans[5][6]
- Chile: islas Wauwermans[7]
- Reino Unido: Wauwermans Islands[3]